# تشاد غيبل
تشارلز «شاس» بيتس (ولد في 8 مارس 1986) هو مصارع أمريكي محترف والسابق في اتحاد NXT. وقع عقد مع WWE، حيث هو مسجل في عرض سماكداون المباشر تحت اسم تشاد غيبل. وهو فريق جنبا الي جنب مع جيسون جوردين تحت اسم هذا فريق أمريكان الفا .

## النشأة
ولدت بيتس في منيابولس بولاية مينيسوتا. وهو خريج من جامعة شمال ميشيغان.

## وظيفة هواية المصارعة
وكان بيتس بطل الدولة في المدرسة الثانوية في ولاية مينيسوتا. هزم جيسون هولم 2-0 في المباراة النهائية لعام 2012 المحاكمات الأولمبية الأمريكية في فئة 84 كلغ. انه تقدم لدورة الألعاب الاولمبية الصيفية لعام 2012، حيث هزم كايتين جرهام غراهام من ولاية ميكرونيزيا الموحدة في تصفيات البطولة. تم القضاء عليه من المنافسة في الجولة المقبلة من قبل بابلو شوري من كوبا، حيث خسر 3-0.

## مهنة المصارعة الحرة

### NXT
في نوفمبر 2013، وقعت بيتس عقدا مع WWE. تم تعيينه في مركز الأداء WWE في أورلاندو، فلوريدا، واعتمدت اسم تشاد غيبل (إشارة إلى أولمبي دان الجملون). وقال انه لأول مرة في الدائري في منزل عرض WWE NXT في كوكو بيتش، فلوريدا يوم 5 سبتمبر 2014، حيث هزم تروي ماكلين. وقال انه لأول مرة يظهر في التلفزيون على الحلقة 8 يناير 2015 من NXT، وكانت أول خسارته امام تايلر بريز.
في مايو، بدأ جيبل قصة الفرق مع جايسون جوردن الذي حاول إقناع جوردن لتشكيل شراكة جديدة، بعد حل فريق جوردن مع شريكة ديلينجر. بعد ما يقرب من شهرين من الإقناع وجيسون وافق أخيرا على مباراة. في الحلقة 15 يوليو من NXT، كانت غيبل وجوردن نجح في أول ظهور رسمي معا ضد فريق من الياس بلانكتون وستيف كاتلر. يوم 2 سبتمبر، تشاد وجيبل تنافس في الجولة الأولى من رودوس البطولة فريق كلاسيك، بفوزه على فريق من نيفيل وسليمان كرو. بعد هزيمة بروس كانوا خرج من البطولة راينو وبارون كوربن. هزم جيبل وجيسون اثنين من أزواج من الكلمات الدلالية NXT السابقة فريق بطل، الصعود وفريق فود فيلانز على 18 نوفمبر وديسمبر 2 حلقة من NXT، على التوالي. في الحلقة 27 يناير من NXT، اعتمدت غيبل وجوردن اسم أمريكا ألفا وهزم بليك وميرفي. في NXT TAKE OVER DALLS، هزم امريكان الفا للفوز ببطولة فرق NXT، لكنهما خسرا الالقاب في NXT TAKE OVER DALLS نهاية مما أثار تكهنات بأن الفريق كان في طريقهم إلى الصعود الي العروض الرئيسية.

## سماكداون (2016-الآن)
في 19 يوليو، خلال تقسيم المصارعين عام 2016، وتمت اختيار امريكان الفا لسماكدوون المباشر. في الحلقة 2 أغسطس من سماكدوون، حقق تشاد جيبل وجيسون جوردن لأول مرة، وهزيمة ذا فود فيلانز. في 21 أغسطس في سمر سلام قبل العرض، تعاون الامريكان الفا مع الهيب بروس (زاك رايدر وموجو روالي) وذا أوسو (جيمي وجاي) لمواجهة ذا فود فيلانز (ايدن انجليش وسيمون غوتش) ، وذا اسينشن (فيكتور وكونر) و بريزانغو (تايلر بريز وفاندانغو) في 12 رجل مباراة اقصائية، حيث كان فريق امريكان الفا منتصرا.
ثم دخل امريكان الفا في تحديد المنافس الأول علي بطولة الفرق التي تحدد أصحاب الافتتاحي للبطولة WWE سماكدوون وهزما بريزانغو في الجولة الأولى للتأهل إلى الدور نصف النهائي حيث واجه ذا أوسو. وعلى الرغم من هزيمة ذا أوسو بسرعة في 6 سبتمبر حلقة من سماكدوون، هاجما الاخوان اوسو امريكان الفا وتسببا في اصابة نشاد جيبل في ركبتة بعد المباراة، وجعل امريكان الفا غير قادر على المنافسة في باكلاش 2016
في الحلقة 1 نوفمبر من سماكدوون، فاز امريكان الفا ليكون إلى جانب فريق سماكدوون في سيرفافر سيريس التقليدية 10 ضد 10. في سيرفافير سيريس، فريق سماكداون ضد فريق رو وتبقي امريكان الفا والاوسو الي النهاية ولكن تسبب كارل اندرسون ولوك جالوز واقصا جيسون جوردن وتبقي الاوسو وشيمس وسيزارو وتمكن شيمس وسيزارو من الفوز وجلب الفوز الي الفريق الاحمر وقد لعبا مبارتان في عرضي سماكدون الفائتين وتغلابا علي بريزانغو والاخوان اوسو ليصبح المنافسان علي بطولة الفرق ضد هيث سلايتر وراينو

## في المصارعة

### الحركات القاضية
- انجل لوك
- سوبليكس عالي
- القوس والسهم
- كسر الزراع الجانبية
- الغوص من بين الحبال
- دروب كيك
- رمية الجودو
- الفا بليكس
- بايلي تو بايلي بليكس

## وصلات خارجية
- تشاد غيبل على موقع IMDb (الإنجليزية)
- تشاد غيبل على موقع قاعدة بيانات الفيلم (الإنجليزية)
- تشاد غيبل على موقع قاعدة بيانات المصارعة الدولية (الإنجليزية)
- تشاد غيبل على موقع دبليو دبليو إي (الإنجليزية)
- تشاد غيبل على موقع WrestlingData.com (الإنجليزية)
- تشاد غيبل على موقع CageMatch worker (الإنجليزية)
- تشاد غيبل على موقع قاعدة بيانات المصارعة على الإنترنت (الإنجليزية)
- تشاد غيبل على موقع عالم المصارعة على الإنترنت (الإنجليزية)
- تشاد غيبل على موقع عالم المصارعة على الإنترنت (الإنجليزية)
- تشاد غيبل على موقع اللجنة الأولمبية الدولية (الإنجليزية)
- تشاد غيبل على موقع أوليمبيديا (الإنجليزية)
- ـ gable/ تشاد جيبل في موقع WWE
- _ tag team championship

قالب:دبليو دبليو اي سماكداون للفرق